# Округ Дул (Јужна Дакота)
Дул (енгл. Deuel County) је округ у америчкој савезној држави Јужна Дакота.

## Демографија
По попису из 2010. године број становника је 4.364, што је 134 (-3,0%) становника мање него 2000. године.
| Група             | 2000.         | 2010.         |
| Белци             | 4.405 (97,9%) | 4.220 (96,7%) |
| Афроамериканци    | 4 (0,1%)      | 13 (0,3%)     |
| Азијати           | 8 (0,2%)      | 4 (0,1%)      |
| Хиспаноамериканци | 34 (0,8%)     | 86 (2,0%)     |
| Укупно            | 4.498         | 4.364         |